# 巴黎经济议定书
巴黎经济议定书（英語：Paris Protocol/Protocol on Economic Relations；阿拉伯语：‎；希伯來語：‎），是以色列与巴勒斯坦解放組織于1994年4月29日签署的一项协议。

## 內容
根據该協議，以色列以及巴勒斯坦民族权力机构管轄的領土邊界均由以色列當局控制。由于哈马斯接管加沙地带以及以色列对加沙地带的封锁，该议定书无法完全适用于加沙地带。
该议定規定以色列的货币以色列新谢克尔是巴勒斯坦领土的流通货币，而且巴勒斯坦民族权力机构及其所有机构、巴勒斯坦地方当局和银行都必須接受以色列新谢克尔。巴勒斯坦人不允许發行自己的货币。 
巴勒斯坦方面与第三国的进出口貿易均受到以色列监督 ，而且巴勒斯坦的进口税和增值税必須由以色列征收，而且以色列可以單方面制定稅收的稅率，之後以色列再將稅款轉交給巴勒斯坦民族权力机构。巴勒斯坦可以通过以色列的海港、空港以及陸路口岸進出口貨物。 
以色列允许巴勒斯坦人在以色列境內工作。 以色列还向在以色列和以色列定居点就业的巴勒斯坦人征收所得税。 

## 歷史
起初巴黎经济议定书的临时有效期为五年。不過截至2016年，该议定书仍然有效。 
以色列有時為了表示惩罚巴方，經常暂停向巴方移交代收税款。2024年1月21日，以色列内阁批准将被冻结的巴勒斯坦税款交由第三方国家保管的计划。只有在以方许可的情况下，这些税款才会转移到巴勒斯坦。